# Komercijalna televizija
Komercijalna televizija (engl. commercial broadcasting) označava emitiranje televizijskog i radio programa od strane privatnih korporativnih medija. Dok je temeljni zadatak komercijalne televizije ostvariti profit, model javne, neovisne i pluralističke televizije temelji se na shvaćanju televizije kao javne usluge koja proizvodi program u interesu javnosti, financira se iz javnih fondova posredstvom države, pod nadzorom je javnosti te je za svoj rad odgovorna javnosti. 

## Reklamiranje
Sadržaj televizijskog programa najčešće ovisi o vlasniku i načinu financiranja rada televizijske stanice ili mreže, o zakonima, običajima i kulturnim standardima područja na kome se emitira program te o ciljanoj publici. Tako u sadržaju televizijskog programa TV-kuća u državnom vlasništvu ima daleko više kulturnih, obrazovnih i političkih sadržaja nego kod komercijalnih televizija koje zabavnim sadržajima nastoje privući što veću gledanost, te tako postići veću cijenu televizijskih reklama. Na komercijalnoj televiziji su, u prosjeku od sat vremena emitiranja, 10 do 20 minuta posvećene televizijskom reklamiranju što se smatra nedostatkom komercijalne televizije.

## Povijest

#### U svijetu
Komercijalna televizija je počela s radom u SAD i Velikoj Britaniji prije drugog svjetskog rata. Dok je u Velikoj Britaniji, a kasnije i u drugim zemljama, monopol nad televizijom imala država te emitiranje televizijskog programa financirala iz budžeta i televizijske pretplate, u SAD-u se televizija razvijala preko privatnih televizijskih postaja, a program je financiran preko reklamiranja. Razvoj satelitske, kabelske i digitalne tehnologije je 1980-ih doveo do stvaranja posebnih TV-kuća i mreža koje su se mogle koncentrirati na emitiranje isključivo jedne vrstu programa. Najpoznatiji primjeri su CNN koji emitira informativni, MTV koji emitira glazbeni, Eurosport koji emitira sportski te Discovery Channel koji emitira obrazovni program.

#### U Hrvatskoj
Televizija je u Hrvatskoj, do demokratskih promjena, bila u rukama partije te je korištena kao sredstvo političke manipulacije. I u zapadnoeuropskim zemljama televizija je bila u rukama države sve do sredine osamdesetih godina prošloga stoljeća kada je započeo proces liberalizacije televizijskog tržišta. No, za razliku od totalitarnih sustava, u demokracijama država nije imala pristup sadržaju prije njegovog objavljivanja, cenzura je bila zabranjena, a pristup informacijama slobodan. Nakon prvih demokratskih višestranačkih izbora u Hrvatskoj započeo je vrlo složeni proces cjelokupne društveno-političke i gospodarske tranzicije. Paralelno s političkim promjenama, započeo je i proces liberalizacije televizijskog tržišta. Prva koncesija za komercijalnu televiziju na nacionalnoj razini dodijeljena je Novoj TV koja je počela emitirati 1999. godine. Privatizacijom trećeg televizijskog kanala javne HTV u rujnu 2003. godine, HTV je dobila i trećeg konkurenta – RTL Televiziju.

## Primjeri
Komercijalna televizija je dominantni tip emitiranja u Americi. Najpoznatiji primjeri komercijalnih televizija su ABC, CBS, Fox i NBC. Nova TV i RTL prve su hrvatske komercijalne televizije. Primjeri komercijalnih televizija su i POP TV, kao najpoznatija komercijalna televizija u Sloveniji, i OBN televizija i TV Pink BH u Bosni i Hercegovini.